# 텍사스 팬핸들

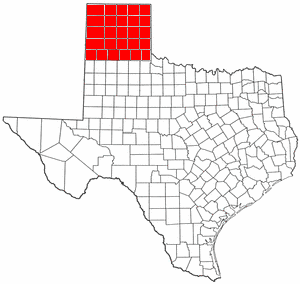

텍사스 팬핸들(Texas panhandle)은 미국 텍사스주 최북단 26개 카운티를 포함하는 지역으로 서쪽으로 뉴멕시코주, 북쪽과 동쪽으로 오클라호마주와 접한다. 면적은 67,046km2, 인구는 2020년 현재 434,358명, 인구밀도는 6.5명이다. 포터군과 랜들군에 걸친 애머릴로가 텍사스 팬핸들 지역의 중심지고, 이외 중요 소도시들에는 랜들군의 캐니언, 무어군의 듀머스, 디프스미스군의 허퍼드다.